# Superhero
Superhero es el décimo sexto episodio de la primera temporada de la serie estadounidense de drama y ciencia ficción, The Tomorrow People. El episodio fue escrito por Micah Schraft y Alex Katsnelson y dirigido por Dermott Downs. Fue estrenado el 17 de marzo de 2014 en Estados Unidos por la cadena The CW.
Stephen sigue en la mira de Hillary, quien aún sospecha de su lealtad hacia Ultra. Cuando los Chicos del mañana y Ultra descubren que hay una nueva iniciada haciendo el bien a los seres humanos, ambos la quieren de su lado. Mientras tanto, Morgan toma un riesgo y traiciona la confianza de Jedikiah para ayudar a los Chicos del mañana, pero lo que descubre Jedikiah de Morgan es una sorpresa aún mayor.

## Elenco
- Robbie Amell como Stephen Jameson.
- Peyton List como Cara Coburn.
- Luke Mitchell como John Young.
- Aaron Yoo como Russell Kwon.
- Madeleine Mantock como Astrid Finch (crédito solamente).
- Mark Pellegrino como el Dr. Jedikiah Price.

## Continuidad
- El episodio marca la primera aparición de Mallory y Talia.
- Morgan Burke fue vista anteriormente en Rumble.
- Hilary Cole fue vista anteriormente en Brother's Keeper.
- A partir de este episodio, la serie cambia su transmisión a los lunes.[3][4]
- El episodio muestra flashback a la vida de Russell cuatro años atrás.
- Morgan intenta leer la mente de Jedikiah.
- John le revela a Jedikiah que Morgan está embarazada.
- Cara lee la mente de John por primera vez.
- Russell deja a los Chicos del mañana.
- Stephen descubre el paradero del cuerpo de su padre.

## Banda sonora[5]
| N.º | Intérprete             | Título               | Álbum             |
| --- | ---------------------- | -------------------- | ----------------- |
| 1   | Twelve Personality Rap | «Wet Lens»           | Don't Wait For Me |
| 2   | Betty Who              | «Somebody Loves You» | The Movement - EP |
| 3   | The Chain Gang of 1974 | «Miko»               | Daydream Forever  |